# Polizia locale in Veneto
La polizia locale in Veneto è disciplinata dalla legge regionale 9 agosto 1988, n. 40, e comprende la polizia municipale e la polizia provinciale. Il servizio può essere svolto in forma associata tra comuni, formando consorzi, associazioni o delegando le comunità montane.

## Ordinamento
Il personale adempie anche agli obblighi di polizia amministrativa previsti dal DPR 24 luglio 1977, n. 616, nonché a quelli previsti dalla legge 7 marzo 1986, n. 65; esso tuttavia non può essere impiegato in compiti e mansioni diverse da quelli indicati agli articoli 3 e 5 della L.n°65/1986, come espresso dal Comitato Regionale di Controllo del Veneto.

### Funzioni e competenze
- Vigilare sull'osservanza delle leggi statali e regionali, dei regolamenti e delle ordinanze la cui esecuzione è di competenza della polizia locale, urbana e rurale;
- Svolgere i servizi di polizia stradale attribuiti dalla legge alla polizia municipale;
- Espletare i servizi di informazione, di accertamento e di rilevazione connessi ai compiti d'istituto;
- Vigilare sull'integrità e conservazione del patrimonio pubblico;
- Prestare servizi d'ordine, vigilanza e scorta necessari per l'espletamento di attività e compiti istituzionali degli enti di appartenenza;
- Svolgere le funzioni di polizia giudiziaria e le funzioni ausiliari di pubblica sicurezza ai sensi dell'articolo 5 della legge 7 marzo 1986, n. 65, nell'ambito delle proprie attribuzioni, nei limiti e nelle forme di legge;
- Prestare opera di soccorso in occasione di calamità e disastri e privati infortuni;
- Svolgere ogni altra funzione allo stesso demandata nei limiti di legge dai regolamenti locali.

### Servizio di polizia municipale
Nella polizia municipale si prevede un operatore di polizia locale per ogni 1 000 abitanti di un comune ed è possibile istituire un Corpo di polizia municipale se ci sono almeno sette operatori (quindi in comuni con almeno 7 000 abitanti), a meno che non sia svolto in forma associata.
Il servizio può essere ordinato in responsabile del corpo (Comandante), addetti al coordinamento e controllo ed operatori, mentre nei comuni che per numero di abitanti non superano i 7 operatori, il ruolo del Comandante è sostituito dalla figura del Responsabile del Servizio.

### Comitato tecnico regionale per le funzioni di polizia locale
Nel Veneto è presente questo comitato, nominato dal decreto del presidente della Giunta regionale, composto da:
- L'assessore regionale agli enti locali o suo delegato, che lo presiede;
- il dirigente del dipartimento enti locali o suo delegato;
- cinque esperti in materia nominati dalla giunta regionale di cui uno scelto tra i comandanti di polizia municipale e uno tra gli operatori di P.L. operanti nel territorio regionale;
- cinque rappresentanti degli enti locali di cui tre designati dall'Anci, uno dal l'Upi e uno dall'Uncem;
- tre rappresentanti sindacali esperti in materia designati dalle organizzazioni sindacali maggiormente rappresentative a livello regionale.

Il Comitato fornisce alla Regione consulenza in materia di polizia locale, effettua studi per la migliore organizzazione del servizio e formula proposte per assicurare le migliori condizioni per l'espletamento dello stesso.

## Mezzi in dotazione

### Autovetture

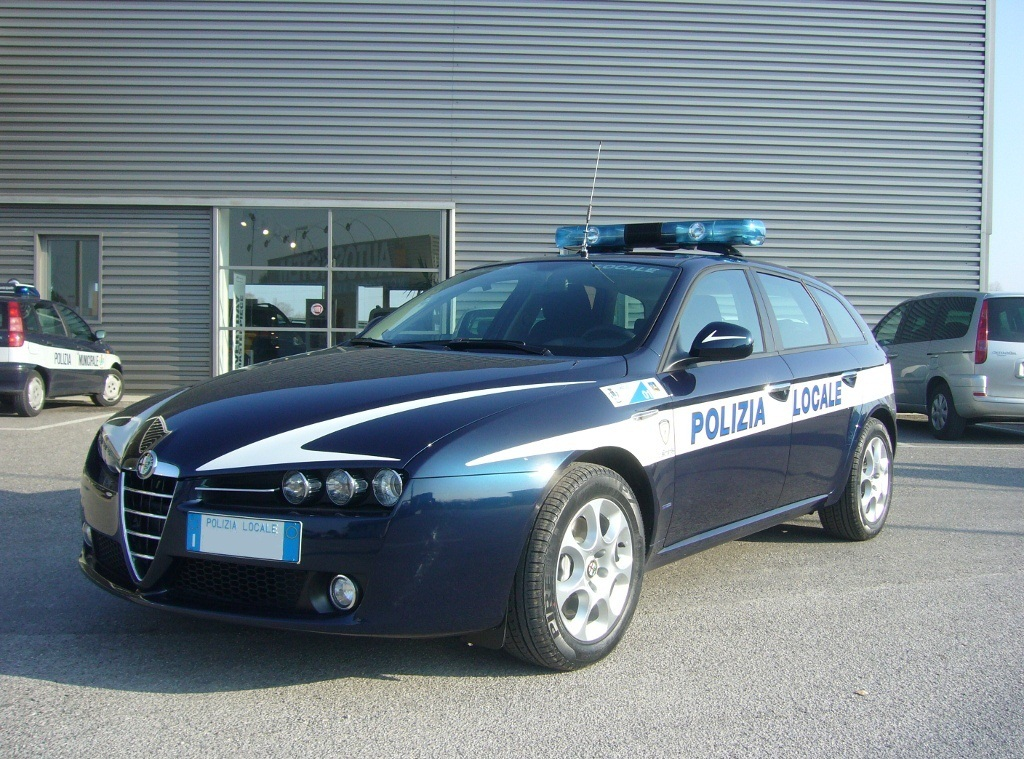
Tipico allestimento su un'Alfa Romeo 159 Sportwagon

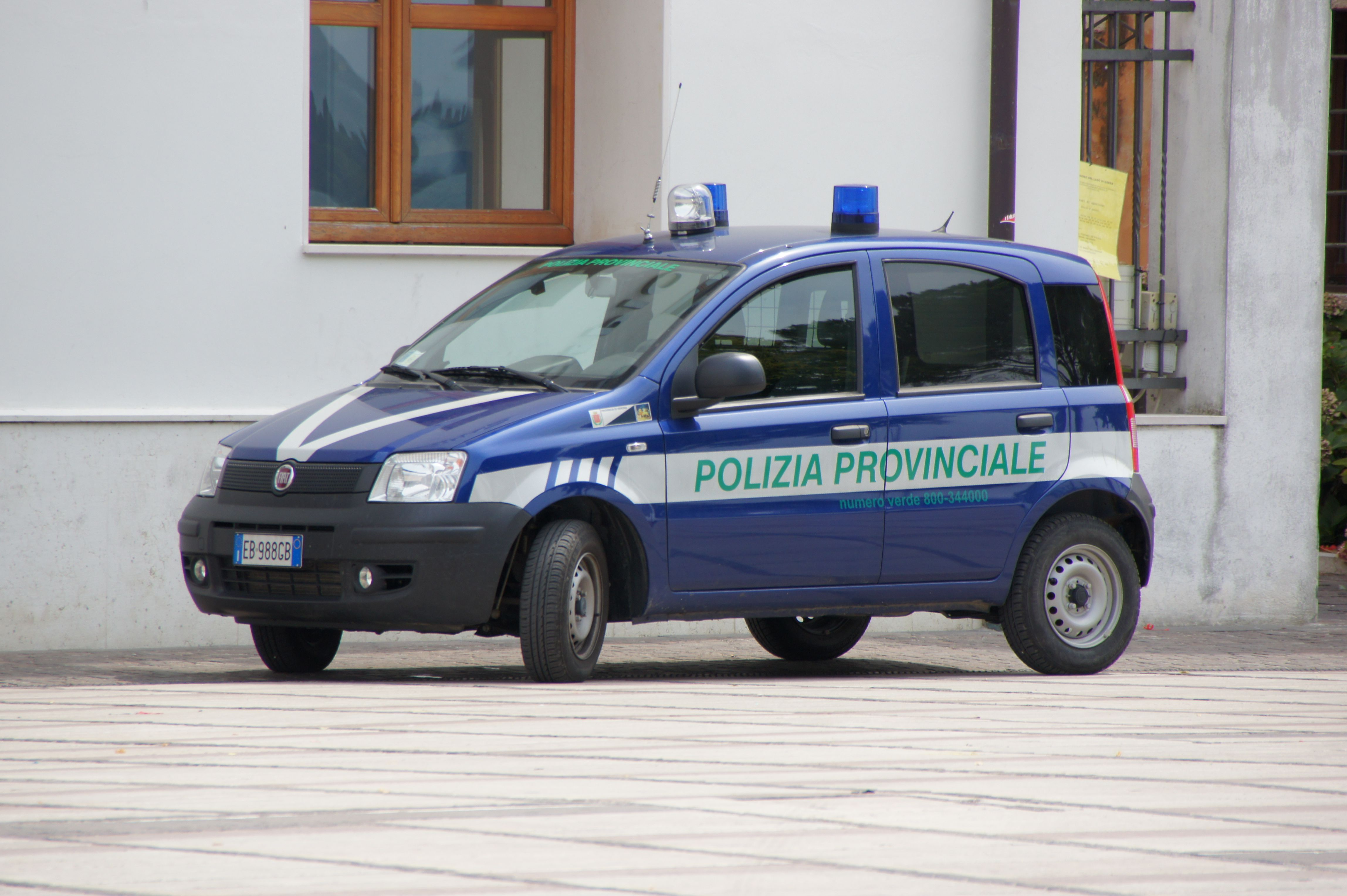
Autovettura della Polizia provinciale di Verona con livrea sbagliata (carrozzeria blu con bande bianche, anziché bianca con bande verdi)

Le autovetture hanno la carrozzeria originale di colore blu lord (o similare) per la Polizia municipale e di colore bianco per la Polizia provinciale.
Gli elementi grafici della livrea sono costituiti da bande di colore bianco retro rifrangente e scritte di colore blu per la Polizia municipale, mentre per la Polizia provinciale la normativa regionale prevede paradossalmente le bande di colore verde ottanio e le scritte ivi sovrapposte dello stesso colore: dato l'evidente errore normativo, le scritte contenute nelle bande verde ottanio sono realizzate con il colore bianco o blu. Peraltro, data l'impossibilità a reperire sul mercato elementi rinfrangenti di colore "verde ottanio", generalmente le bande sono realizzate di colore verde standard.

### Natanti

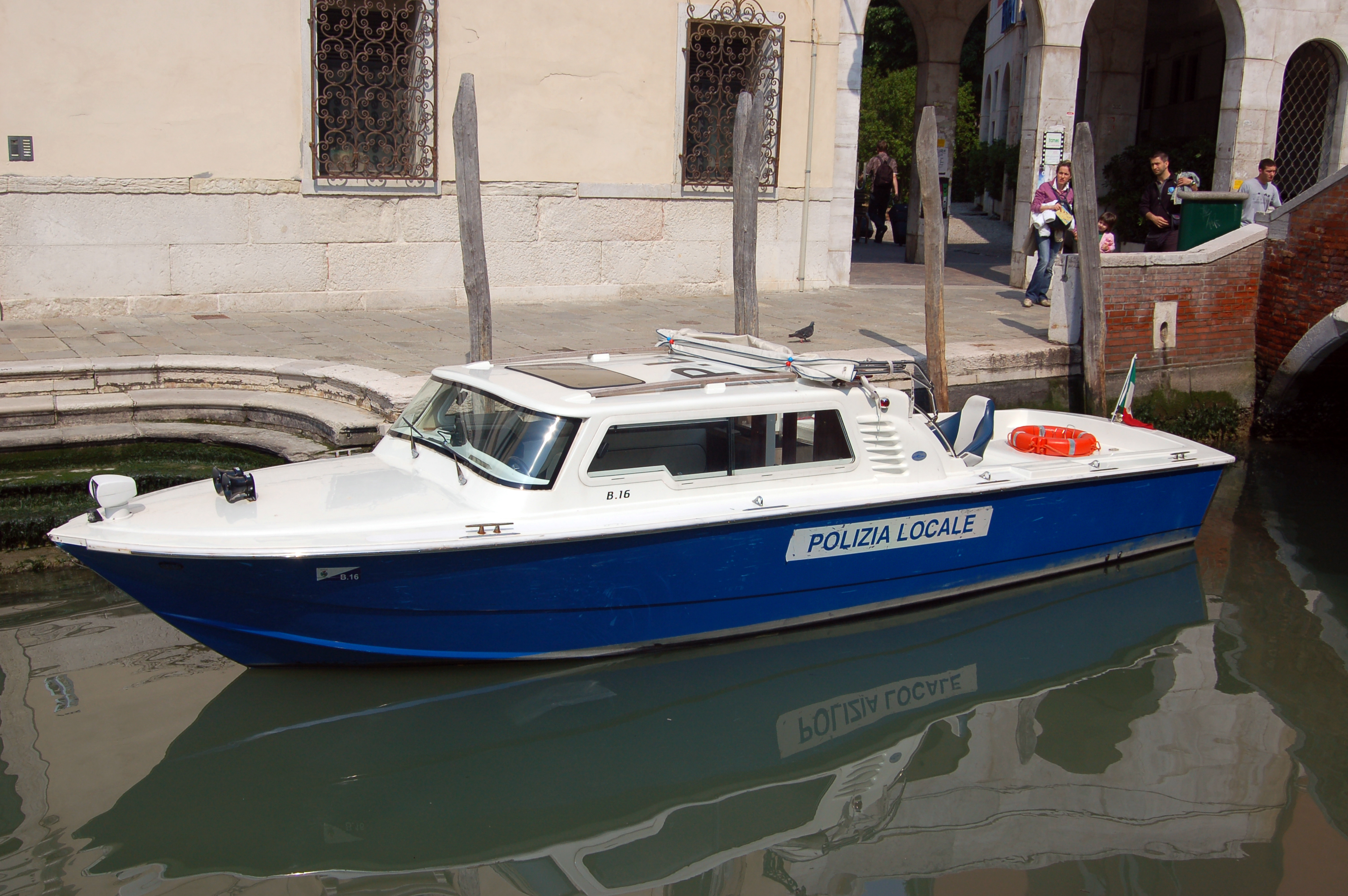
Barca della Polizia municipale di Venezia

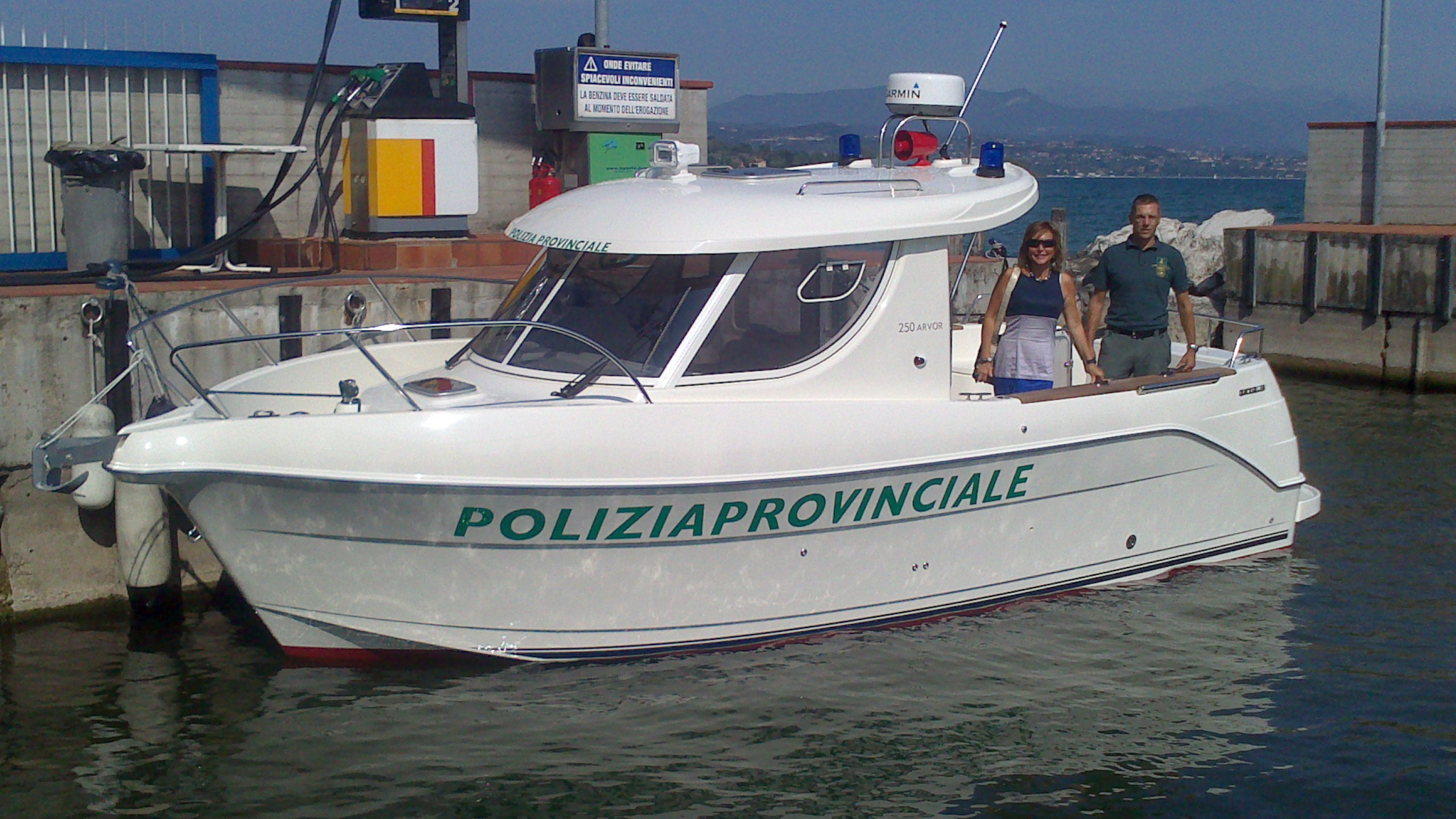
Natante della Polizia provinciale in servizio sul lago di Garda

Il colore dello scafo è blu per la Polizia Municipale e bianco per la Polizia Provinciale, mentre la parte superiore è di colore bianco per entrambe. I natanti di tipo gommone sono di colore grigio.
Gli elementi grafici sono costituiti da bande di colore bianco retro rifrangente e scritte di colore azzurro per la Polizia municipale, mentre per la Polizia vi è lo stesso problema delle autovetture, per cui le bande verde ottanio presentano scritte bianche o blu

## Uniformi
L'uniforme è del colore blu notte per la Polizia municipale e verde ottanio (colore tipo 58018
variante 200) per la Polizia provinciale e si divide in:

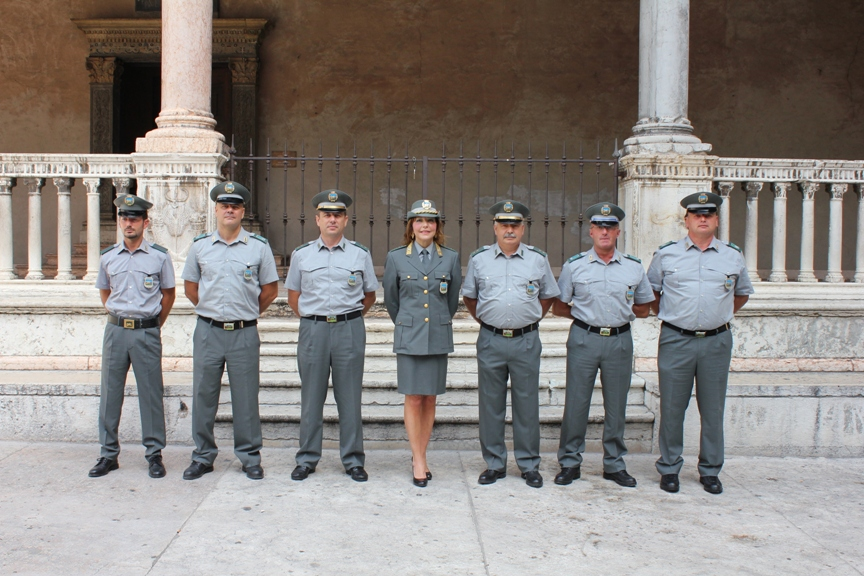
Uniforme estiva della Polizia provinciale di Verona

- uniforme ordinaria, che a sua volta si divide in estiva ed invernale;
- uniforme di servizio per interventi straordinari (estiva, invernale e per la polizia provinciale);
- uniforme di servizio motociclisti e automontati (estiva e invernale);
- uniforme di servizio nautico (estiva e invernale);
- uniforme di servizio "spiaggia";
- uniforme di servizio sciistico;
- uniforme di servizio a cavallo (estiva e invernale);
- uniforme di servizio "mountain bike" (estiva e invernale);
- uniforme servizio aereo;
- uniformi da parata, rappresentanza e cerimonia (estiva e invernale);
- uniforme storica (estiva e invernale).

L'uniforme femminile è simile a quella maschile (si differenzia soprattutto per l'abbottonatura invertita), fatta eccezione al berretto diverso, alla possibilità di indossare la gonna, le calze collant o gambaletto e le scarpe a mezzo tacco.
La camicia da indossare sotto l'uniforme è azzurra (bianco-azzurra nella variante estiva) per la Polizia municipale e grigio verde pantone (colore tipo 5513U) per la Polizia Provinciale.

## Distintivi di riconoscimento

### Gradi
Distintivi di grado del personale della Polizia locale del Veneto:
| Qualifica                              | Distintivo per controspallina    | Soggolo | Note |  |
| -------------------------------------- | -------------------------------- | ------- | --- |  |
| Ufficiali                              |                                  |         | |  |
| Comandante Generale                    |                                  |         | Comandante di comuni Capoluogo di Regione |  |
| Commissario Superiore Comandante       |                                  |         | Comandante di comuni Capoluogo di Provincia con oltre 100 operatori                                                                              |  |
| Commissario Superiore Vice Comandante  |                                  |         | |  |
| Commissario Superiore                  |                                  |         | |  |
| Commissario Capo Comandante            |                                  |         | Comandante di comuni non capoluogo di provincia, Capoluogo di Provincia fino a 100 operatori o 30 operatori di Polizia Provinciale               |  |
| Commissario Capo Vice Comandante       |                                  |         | |  |
| Commissario Capo                       |                                  |         | |  |
| Commissario Principale Comandante      |                                  |         | Comandante di comuni da 31 operatori o oltre 50.000 abitanti                                                                                     |  |
| Commissario Principale Vice Comandante |                                  |         | |  |
| Commissario Principale                 |                                  |         | |  |
| Commissario Comandante                 |                                  |         | Comandante di comuni da 16 a 30 operatori o da 25.000 a 50.000 abitanti                                                                          |  |
| Commissario Vice Comandante            |                                  |         | |  |
| Commissario                            |                                  |         | |  |
| Vice Commissario Comandante            |                                  |         | Comandante di comuni da 7 a 15 operatori o da 8.000 a 25.000 abitanti                                                                            |  |
| Vice Commissario Vice Comandante       |                                  |         | |  |
| Vice Commissario                       | Luogotenente carica speciale.png |         | |  |
| Ispettori                              |                                  |         | |  |
| Ispettore Capo Comandante              |                                  |         | Comandante di comuni fino a 6 operatori e fino a 8.000 abitanti. Almeno 20 anni di anzianità nel grado                                           |  |
| Ispettore Capo                         |                                  |         | Almeno 20 anni di anzianità nel grado con valutazione positiva del comandante                                                                    |  |
| Ispettore Capo ad esaurimento          |                                  |         | Almeno 20 anni di anzianità nel grado con valutazione positiva del comandante. Ruolo non comandante (art.29 lett. “b” e “c” del CCNL 14/09/2000) |  |
| Ispettore Comandante                   |                                  |         | Almeno 10 anni di anzianità nel grado |  |
| Ispettore                              |                                  |         | Almeno 10 anni di anzianità nel grado con valutazione positiva del comandante.                                                                   |  |
| Ispettore ad esaurimento               |                                  |         | Almeno 10 anni di anzianità nel grado con valutazione positiva del comandante. Ruolo non comandante (art.29 lett. “b” e “c” del CCNL 14/09/2000) |  |
| Vice Ispettore Comandante              |                                  |         | |  |
| Vice Ispettore                         |                                  |         | |  |
| Vice Ispettore ad esaurimento          |                                  |         | Ruolo non comandante (art.29 lett. “b” e “c” del CCNL 14/09/2000)                                                                                |  |
| Istruttori                             |                                  |         | |  |
| Istruttore Capo                        |                                  |         | Almeno 20 anni di anzianità nel grado e con valutazione positiva del comandante                                                                  |  |
| Istruttore                             |                                  |         | Almeno 10 anni di anzianità nel grado con valutazione positiva del comandante                                                                    |  |
| Vice Istruttore                        |                                  |         | |  |
| Agenti                                 |                                  |         | |  |
| Assistente Scelto                      |                                  |         | Almeno 25 anni di anzianità con valutazione positiva del comandante                                                                              |  |
| Assistente                             |                                  |         | Almeno 15 anni di anzianità con valutazione positiva del comandante                                                                              |  |
| Agente Scelto                          |                                  |         | Almeno 5 anni di anzianità con valutazione positiva del comandante                                                                               |  |
| Agente                                 |                                  |         | |  |

### Simboli

Mostrina da vice-commissario in poi
Mostrina per altre qualifiche
Fregio su berretto
Fregio su cintura

### Settori, Servizi e Nuclei Specializzati
I settori della polizia locale sono: Servizi Operativi; Polizia di Prossimità; Protezione Civile e Rischio Industriale; Affari Interni, Logistica e Risorse Umane; Autorità amministrativa indipendente.
Ogni settore si disloca in vari servizi, dai quali dipendono i reparti, nuclei o uffici. Particolare menzione meritano i seguenti Servizi Operativi e di Prossimità: Sicurezza Urbana; Prossimità; Stradale; Attività Produttive; Edilizia; Ambientale; Aereo; Navigazione.

### Distintivi di specialità
- volante;
- motociclista;
- mezzi nautici;
- pronto intervento;
- centrale operativa;
- agente di quartiere;
- servizio p.g.;
- istruttore di tiro;
- vigilanza ambientale;
- vigilanza boschiva;
- sciatori;
- sommozzatori;
- cinofili;
- polizia a cavallo;
- gruppo aereo;
- interprete;
- interprete multilingue;
- servizio scientifico.

### Onorificenze
- Lungo e onorevole servizio (15 anni);
- Lungo e onorevole servizio (25 anni);
- Lungo e onorevole servizio (30 anni);
- Lungo e onorevole comando (15 anni);
- Lungo e onorevole comando (25 anni);
- Lungo e onorevole comando (30 anni);
- Meriti speciali;
- Ferito in servizio.

## Utilizzo dei gradi più alti
Il grado più alto di un corpo di polizia locale varia a seconda del numero di abitanti del comune e del numero di addetti al servizio. Nei piccoli comuni, ove il comandante del servizio è il sindaco del comune, il grado più elevato si può fermare a quello di agente.
| Grado                                     | Struttura                                                 |
| ----------------------------------------- | --------------------------------------------------------- |
| Vice ispettore, ispettore, ispettore capo | fino a 6 addetti e fino a 8 000 abitanti                  |
| Vice commissario                          | 7-15 addetti oppure 8000-25000 abitanti                   |
| Commissario                               | 16-30 addetti oppure 25000-50000 abitanti                 |
| Commissario principale                    | oltre 31 addetti oppure oltre 50 000 abitanti             |
| Commissario capo                          | non capoluogo di provincia o provincia fino a 100 addetti |
| Commissario superiore                     | capoluogo di provincia oltre 100 addetti                  |
| Comandante generale                       | solo comune e provincia di Venezia (capoluogo di regione) |